# Pardofelis
Pardofelis je rod mačje porodice Felidae. Ovaj je rod definiran tako da uključuje jednu vrstu podrijetlom iz jugoistočne Azije: mramornu mačku. Dvije druge vrste, ranije svrstane u ovaj rod, sada pripadaju rodu Catopuma. Riječ pardofelis sastoji se od latinskih riječi pardus pard.

## Karakteristike
Pardofelis su male mačke s dugim repom, kratkodlake sa zaobljenim ušima, koje se razlikuju od Prionailurusa i srodnih orijentalnih rodova, a lubanja im je viša i zaobljenija, s mesopterygoid fossa lanceolatom sprijeda i ojačanim rubom ili bolje razvijenim vanjskim grebenom.
Lubanja je kratka, široka, snažno konveksna u dorzalnom profilu, nije razmjerno dugačka i niska. Nosna grana premaksile je tanka, nije proširena, vrh njuške nije stisnut gore, maksila se ne širi tamo gdje je naslonjena na nosnu kost i ne razvija ekscesu izvan suborbitalnog foramena.